# Yainville
Yainville is een gemeente in het Franse departement Seine-Maritime (regio Normandië) en telt 1070 inwoners (2014). De plaats maakt deel uit van het arrondissement Rouen.

## Geografie
De oppervlakte van Yainville bedraagt 3,3 km², de bevolkingsdichtheid is 349,4 inwoners per km².
De onderstaande kaart toont de ligging van Yainville met de belangrijkste infrastructuur en aangrenzende gemeenten.

## Demografie
Onderstaande figuur toont het verloop van het inwonertal (bron: INSEE-tellingen).